# Cirina invenustus
Cirina invenustus är en fjärilsart som beskrevs av Hans Daniel Johan Wallengren 1859. Cirina invenustus ingår i släktet Cirina och familjen påfågelsspinnare. Inga underarter finns listade i Catalogue of Life.